# Amelora idiomorpha
Amelora idiomorpha là một loài bướm đêm trong họ Geometridae.